# Relations entre la Guinée et l'Union européenne
Les relations entre la Guinée et l’Union européenne ont repris le 12 décembre 2013, à la suite des élections législatives du 28 septembre 2013.

## Sources

## Compléments